# Johnny and Mary
Johnny and Mary (englisch für „Johnny und Mary“) ist ein Lied des britischen Popmusikers Robert Palmer. Das Stück ist die erste Singleauskopplung aus seinem sechsten Studioalbum Clues.

## Entstehung und Artwork
Geschrieben und produziert wurde das Lied von Robert Palmer selbst. Als ausführender Produzent fungierte David Harper. Das Mastering erfolgte durch Sterling Sound in New York City, unter der Leitung von Greg Calbi. Aufgenommen und abgemischt wurde Johnny and Mary von Alex Sadkin in den Compass Point Studios auf den Bahamas (Nassau). Für die Instrumentation zeichneten zuständig Alan Mansfield (Gitarre), Palmer (Bass und Perkussion), Jack Waldman (Keyboard) und Dony Wynn (Schlagzeug).
Auf dem Frontcover der deutschen Single ist – neben Liedtitel und Interpretenangabe – Palmer zu sehen. Er trägt eine Jeans sowie ein weißes T-Shirt und steht bis etwa zur Hälfte seines Schienbeines in einem Gewässer. Das Bild ist farblich in einer Art Blau-Grau gehalten. Die Interpretenangabe befindet sich fettgedruckt, in roter Schrift, am oberen Coverrand. Der Liedtitel ist in weißer, kursiver Schrift in die Interpretenangabe eingebettet. Es handelt sich hierbei um das gleiche Coverartwork wie zum Album Clues. Die Fotografie stammt von Graham Hughes. Darüber hinaus existieren weltweit weitere Artworkvarianten, so zeigt die niederländische Variante Palmer bei einem Liveauftritt, die britische nur das Gewässer und ein US-amerikanischer Promo-Tonträger den mit Unterwäsche bedeckten Schambereich einer Frau.

## Veröffentlichung und Promotion
Die Erstveröffentlichung von Johnny and Mary erfolgte als Single am 8. August 1980 in Europa. Diese erschien als 7″-Single durch Island Records. In Deutschland wurde die Single durch Ariola vertrieben. Verlegt wurde das Lied durch Bungalow Music. Weltweit erschienen diverse Singleausführungen, die sich durch die Anzahl und Auswahl der B-Seiten unterscheiden. So erschienen als B-Seiten beispielsweise die Lieder: In Walks Love Again (Deutschland, Frankreich, Italien, Japan, Niederlande und Spanien), Style Kills (Kanada und Vereinigte Staaten), Too Good to Be True (Australien und Neuseeland) sowie What’s It Take? (Großbritannien, Schweden und Südafrika). Im August 1980 erschien das Lied auch als Teil von Palmers sechstem Studioalbum Clues.
Von 1984 bis in die 1990er-Jahre verwendete Renault Johnny and Mary als Werbemusik, womit das Lied Teil diverser Werbekampagnen des französischen Automobilherstellers war. Die ersten Fernsehwerbespots nutzten zunächst Palmers Originalversion, später fanden neben mehreren instrumentalen Jingles des Themas des Liedes auch neue Coverversionen Verwendung. So verwendete man unter anderem Coverversionen vom britischen Jazzgitarristen Martin Taylor oder von der schwedischen Sängerin Hanna Hägglund.

## Inhalt
Der Liedtext zu Johnny and Mary ist in englischer Sprache verfasst, der Titel bedeutet ins Deutsche übersetzt „Johnny und Mary“. Geschrieben und komponiert wurde das Stück von Robert Palmer. Musikalisch bewegt sich das Lied in den Bereichen der Pop- und Rockmusik, stilistisch in den Bereichen des New Wave und Synthiepop. Das Tempo beträgt 153 Schläge pro Minute. Die Tonart ist D-Dur.
Inhaltlich handelt das Stück von den beiden Personen „Johnny“ und „Mary“, einem Liebespaar, das sich seiner Beziehung nicht sicher ist und sich nicht traut, konkrete Entscheidungen zu treffen. Johnnys Unsicherheit zeigt sich unter anderem darin, dass er ständig verzweifelt herumläuft („Johnny’s always running around, trying to find certainty“). Mary dagegen ist sich bezüglich Johnny unsicher, weil dieser ständig seine Meinung ändere, häufiger als eine Frau („Mary says he changes his mind, more than a woman“).
Aufgebaut ist das Lied auf sechs Strophen, einen Refrain gibt es nicht. Nach einem etwa 30-sekündigen Instrumental zu Beginn des Stücks folgen nach und nach die sechs Strophen. Die erste Strophe und die letzte Strophe ähneln sich sehr; die ersten fünf Zeilen sind dieselben. 2022 bestätigte Rod Stewart in einem Interview mit Steve Baltin, dass ihn Johnny and Mary zu seinem Charthit Young Turks beeinflusst habe.
| „Johnny’s always running around, trying to find certainty. He needs all the world to confirm, that he ain’t lonely. Mary counts the walls, knows he tires easily.“ – 1. Strophe, Originalauszug | „Johnny läuft immer umher, versucht Gewissheit zu erlangen. Er braucht Bestätigung von der ganzen Welt, dass er nicht einsam ist. Mary zählt die Wände – weiß, dass er schnell müde wird.“ – 1. Strophe, Übersetzung |

## Musikvideo
Das Musikvideo zu Johnny and Mary feierte seine Premiere im September 1980 im Vereinigten Königreich. Es zeigt Robert Palmer in einem schwarzen Studio. Er sitzt im vorderen Szenenbild in einer Art Büro, arbeitet und singt das Lied, während hinter ihm, in einem schwarz-weiß gehaltenen Teil des Szenenbilds, ein Tanzpaar zu sehen ist. Die Gesamtlänge des Videos beträgt 3:41 Minuten. Regie führte der belgische Filmemacher Jean-Pierre Berckmans.
Johnny and Mary war eines der ersten Musikvideos, die auf MTV ausgestrahlt wurden; es war Video Nummer 86 sowie 203. Am 1. August 2021 war es aus diesem Grund Teil der Fernsehsendung Bad Music Video Theatre: The First Day of MTV.

## Mitwirkende
| Liedproduktion - Greg Calbi: Mastering - David Harper: Ausführender Produzent - Alan Mansfield: Gitarre - Robert Palmer: Bass, Gesang, Komponist, Liedtexter, Musikproduzent, Perkussion - Alex Sadkin: Abmischung, Tonmeister - Jack Waldman: Keyboard - Dony Wynn: Schlagzeug | Visualisierung - Jean-Pierre Berckmans: Regisseur (Musikvideo) - Graham Hughes: Fotograf (Cover) Unternehmen - Ariola: Vertrieb - Bungalow Music: Verlag - Compass Point Studios: Tonstudio - Island Records: Musiklabel - Sterling Sound Studios: Tonstudio |

## Rezeption

### Rezensionen
Das private Hörfunkprogramm 80s80s beschrieb Johnny and Mary, gemessen an späteren Liedern von Robert Palmer, eingängiger gestaltet. Dem Stück fehle die raue Stimme eines Addicted to Love oder eines Simply Irresistible, denn in Johnny and Mary singe er ohne den Druck späterer Kompositionen.

### Charts und Chartplatzierungen
Johnny and Mary erreichte erstmals am 22. September 1980 auf Rang 27 die deutschen Singlecharts. Seine beste Chartplatzierung erzielte das Lied in den Chartwochen vom 24. November 1980 und 12. Januar 1981 mit Rang sieben. Die Single platzierte sich 41 Wochen in den Charts, sieben davon in den Top 10. Letztmals platzierte es sich in der Chartwoche vom 29. Juni 1981. Für Palmer ist es als Autor, Interpret und Produzent je der dritte Charthit nach Best of Both Worlds und What’s It Take? in Deutschland. Es ist in allen Funktionen sein erster Top-10-Hit. Keine Single von ihm platzierte sich länger in den deutschen Charts. Seine Nachfolgesingle Looking for Clues platzierte sich mit Rang drei als einzige besser. 1981 belegte das Lied Rang 16 der deutschen Jahrescharts.
In Österreich stieg Johnny and Mary am 1. November 1980 auf Rang 18 ein. Seine beste Chartplatzierung gelang dem Stück mit Rang zehn in der Chartausgabe vom 1. Januar 1981. Die Single konnte sich acht Halbmonatsausgaben in den Charts platzieren, eine davon in den Top 10. Die letzte Chartplatzierung erzielte es in der Chartausgabe vom 15. Februar 1981. Palmer erreichte hiermit als Autor, Interpret und Produzent zum zweiten Mal nach Best of Both Worlds die österreichischen Charts. Es ist in allen Funktionen sein erster Top-10-Hit. Keine Single von ihm platzierte sich länger in Österreich. Die Single I’ll Be Your Baby Tonight (1990) platzierte sich mit Rang fünf als einzige besser.
In der Schweiz konnte sich das Lied sieben Wochen in den Charts platzieren, davon vier Wochen in den Top 10. Es stieg am 26. Oktober 1980 auf Rang 14 ein und erreichte zwei Wochen später mit Rang fünf seine beste Chartnotierung, auf der es sich zwei Wochen hielt. Das letzte Mal platzierte es sich in der Chartwoche vom 7. Dezember 1980. Johnny and Mary avancierte zu Palmers erstem Charthit in der Schweiz. Keine Single konnte sich höher platzieren (I’ll Be Your Baby Tonight ebenfalls Rang 5).
Im Vereinigten Königreich platzierte sich Johnny and Mary erstmals am 31. August 1980 auf Rang 69. Seine beste Chartnotierung erreichte das Lied drei Wochen später mit Rang 44 am 21. September 1980. Die Single platzierte sich acht Wochen in den Charts, letztmals in der Chartwoche vom 19. Oktober 1980. Für Palmer als Interpret und Produzent ist dies nach Every Kinda People (1978) und Bad Case of Lovin’ You (1979) der dritte Charthit in den britischen Charts, als Autor sein erster. Bis dato konnte sich keine Single besser oder länger platzieren, dies änderte sich mit der Nachfolgesingle Looking for Clues, die Rang 33 erreichte und sich neun Wochen in den Charts platzierte.
Darüber hinaus avancierte Johnny and Mary zum Nummer-eins-Hit in Spanien sowie zum Top-10-Hit in Belgien-Flandern (Rang 8).
| ChartsChartplatzierungen     | Höchstplatzierung | Wochen/ Monate |
| ---------------------------- | ----------------- | -------------- |
| Deutschland (GfK)            | 7 (41 Wo.)        | 41 Wo.         |
| Österreich (Ö3)              | 10 (4 Mt.)        | 4 Mt.          |
| Schweiz (IFPI)               | 5 (7 Wo.)         | 7 Wo.          |
| Vereinigtes Königreich (OCC) | 44 (8 Wo.)        | 8 Wo.          |

| ChartsJahrescharts (1981) | Platzierung |
| ------------------------- | ----------- |
| Deutschland (GfK)         | 16          |

### Auszeichnungen für Musikverkäufe
| Land/Region       | Auszeichnungen für Musikverkäufe (Land/Region, Auszeichnung, Verkäufe) | Verkäufe |
| ----------------- | ---------------------------------------------------------------------- | -------- |
| Frankreich (SNEP) | Gold                                                                   | 500.000  |
| Insgesamt         | 1× Gold ·                                                              | 500.000  |

## Coverversionen (Auswahl)

### Coverversion von Züri West
Die Schweizer Rockband Züri West nahm im Jahr 2008 eine Coverversion zu Johnny and Mary auf. Hierbei handelt es sich um eine Berndeutsche (Schweizerdeutsch) Version, mit einem adaptierten Text von Züri-West-Frontmann Kuno Lauener. Die Adaption erschien erstmals am 12. Januar 2008, als Teil des zwölften Züri West Studioalbums Haubi Songs. Das Album erschien durch das Musiklabel Weltrekords und wurde durch Sound Service vertrieben. Im Jahr 2008 erschien ein Promo-Tonträger, der eine Singleversion des Liedes enthält, die an Schweizer Radiostationen versandt wurde.
Obwohl das Lied nicht als Single erschien, erreichte es aufgrund von hohen Einzeldownloads die Schweizer Hitparade. Es stieg dabei erstmals am 3. Februar 2008 auf Rang 44 ein, was zugleich die beste Chartnotierung darstellte. Das Lied platzierte sich zunächst bis zur Chartausgabe vom 16. März 2008 sieben Wochen am Stück in den Top 100, danach stieg es immer wieder für kurze Zeitspannen in die Charts. Insgesamt konnte es sich zwölf Wochen in den Charts platzieren, letztmals in der Chartwoche vom 10. August 2008. Das Lied avancierte zum achten Charthit für Züri West in der Schweiz.
| ChartsChartplatzierungen | Höchstplatzierung | Wochen |
| ------------------------ | ----------------- | ------ |
| Schweiz (IFPI)           | 44 (12 Wo.)       | 12     |

### Coverversion von RE-201 feat. Mika Bajinski & Peter Heppner
Im Jahr 2022 veröffentlichte das Hamburger Produzententeam RE-201 diverse Cover- und Remixversionen zu Johnny and Mary. Bei RE-201 handelt es sich um ein Musikprojekt, das im November 2021, mit einer Neuauflage zu Queens Another One Bites the Dust seine erste Veröffentlichung präsentierte. Diese geht aus einem Zusammenschluss des Hamburger Musiker- und Produzentenkreises um das Musiklabel Echo Beach hervor, dessen Labelbetreiber Nicolai Beverungen der Initiator des Projektes ist. Hinter dem Projekt verbergen sich Achim Färber, Ingo Krauss, Max Loderbauer, der in Berlin lebende kanadische Scott Monteith (Deadbeat) und Georg Zeitblom. Der Name „RE-201“ ist eine Hommage an RE-201 Space Echo, ein analoger Echo-Effekt des Herstellers Roland.
Am 2. Dezember 2022 veröffentlichte das Musikprojekt eine Remix-EP mit acht verschiedenen Versionen zu Johnny and Mary. Alle acht Titel nahm RE-201 zusammen mit der Berliner Gitarristin und Sängerin Mika Bajinski, dem Hamburger Synthiepop-Sänger Peter Heppner und dem US-amerikanischen Bassisten Doug Wimbish auf. Die EP beinhaltet Remixe von Candy Bomber, Deadbeat, Dubvisionist (2 Titel), Oliver Frost, Kleer, Dr. Markuse und NGO. Musikalisch bewegen sich die Lieder in verschiedenen Stilen der elektronischen Popmusik. Zeitgleich mit der EP-Veröffentlichung erschien eine exklusive Version auf dem Remix-Tributealbum Palmer in Dub (Drug Chug Dub’s) von RE-201. Diese entstand allerdings ohne Mitwirkung von Wimbish. Sowohl Album, als auch EP, wurden durch das Musiklabel Echo Beach veröffentlicht. Für die Produktionen zeichnete Deadbeat verantwortlich.
Bereits am 12. November 2020 verfasste Heppner einen Instagram-Beitrag, in dem er berichtete, am Gesang für ein Robert-Palmer-Tribute zu arbeiten.
Ein Rezensent von irieites.de – einem Online-Magazin für Dancehall, Dub, Reggae und Ska – ist der Meinung, dass die Dubs des Albums das Tempo der Palmer-Vorlagen deutlich herausnehmen würden. Deadbeat sei aber auch bekannt für „Reduktion“ und „Slow Motion“. Immer dann, wenn viel Raum entstehe und die Originale wenig bis gar nicht hervorscheinen würden, werde es „interessant“.

### Weitere Coverversionen
Coverversionen
- 1980: Anthony Monn[37]
- 1982: Tina Turner (Album: Summer Lovers (O.S.T.))[38]
- 1983: Ellen Foley (Album: Another Breath)[39]
- 1983: Melissa Manchester (Album: Emergency)[40]
- 1985: Kati Kovács[41]
- 1994: Martin Taylor (Album: Spirit of Django)[42]
- 1994: The Notwist (Album: Johnny and Mary EP)[43]
- 1996: Status Quo (Album: Don’t Stop: The 30th Anniversary Album)[44]
- 2001: Placebo (Album: Sleeping with Ghosts)[45]
- 2009: Nouvelle Vague feat. Ania Dąbrowska (Album: 3 (Deluxe Edition))[46]
- 2009: Axel Wolph (Album: Poet with a Punk’s Heart)[47]
- 2014: Todd Terje feat. Bryan Ferry (Album: It’s Album Time)[48]
- 2014: Bryan Ferry (Album: Avonmore)[49]
- 2021: Hanna Hägglund[8]
- 2023: Adamo (Album: In French Please!)[50]

Samples
- 1981: Klaus Wunderlich – Der Teufel und der junge Mann / Some Broken Hearts Never Mend / Johnny and Mary (Album: Pop-Orgel-Hitparty 1)[51]
- 2011: La Casa Azul – Terry, Peter y yo (Album: La polinesia meridional)[52]